# 含鉄泉

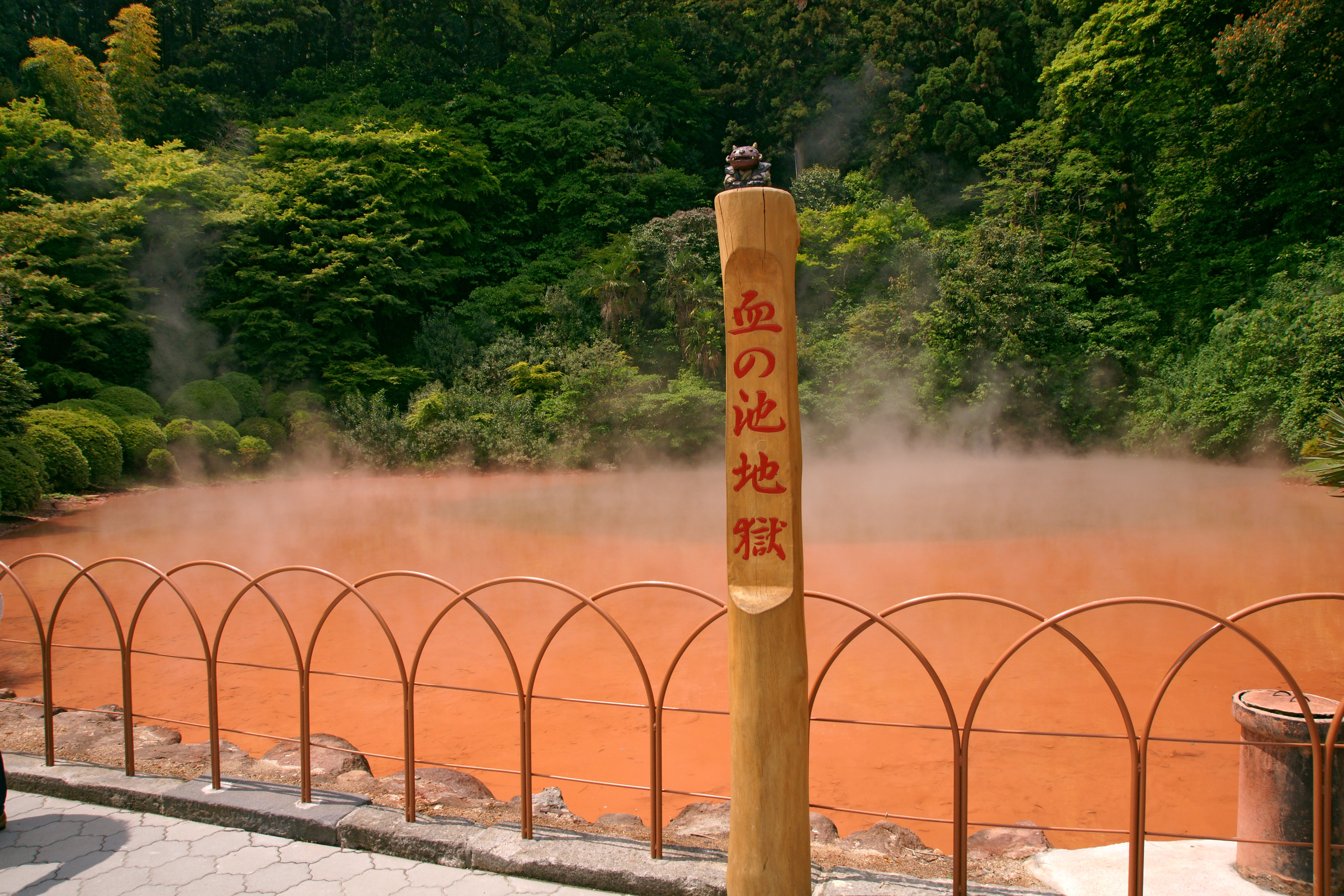
含鉄泉の例（柴石温泉 血の池地獄）

含鉄泉（がんてつせん）は、掲示用泉質名に基づく温泉の泉質の分類の一種。特殊成分を含む療養泉に分類される。

## 概要
炭酸水素塩系のものと硫酸塩系のものが存在する。湧出後の酸化により、温泉が黄色や赤色、赤褐色を示すのが特徴。赤湯と呼ばれる温泉は鉄泉であることが大半である。また、炭酸を含有する場合（炭酸泉）もある。

## 泉質の定義
温泉水1kg中に総鉄イオン (Fe2+, Fe3+) を20mg以上含有する温泉。

## 新旧泉質名との対比
新旧泉質名では、以下に分類される。
| 旧泉質名                   | 新泉質名 | 略記泉質名                                                      |
| -------------------------- | --- | --------------------------------------------------------------- |
| 鉄泉                       | 鉄泉 | Fe泉                                                            |
| 炭酸鉄泉                   | （鉄(II)－炭酸水素塩泉） | (Fe(II)-HCO3型)                                                 |
| 単純炭酸鉄泉               | 単純鉄(II)泉（炭酸水素塩型） | 単純Fe(II)泉(HCO3型)                                            |
| 含炭素・鉄泉               | 含鉄・二酸化炭素－カルシウム－炭酸水素塩泉 | 含Fe(II)･CO2-Ca-HCO3泉                                          |
| 土類炭酸鉄泉               | - カルシウム（・マグネシウム）・鉄(II)－炭酸水素塩泉 - または含鉄(II)－カルシウム（・マグネシウム）－炭酸水素塩泉                                         | - Ca(･Mg)･Fe(II)-HCO3泉 - 含Fe(II)-Ca(･Mg)-HCO3泉               |
| 純土類炭酸鉄泉             | - カルシウム（・マグネシウム）・鉄(II)－炭酸水素塩泉 - または含鉄(II)－カルシウム（・マグネシウム）－炭酸水素塩泉                                         | - Ca(･Mg)･Fe(II)-HCO3泉 - 含Fe(II)-Ca(･Mg)-HCO3泉               |
| 含食塩－土類炭酸鉄泉       | - カルシウム（・マグネシウム）・ナトリウム・鉄(II)－炭酸水素塩・塩化物泉 - または含鉄(II)－カルシウム（・マグネシウム）・ナトリウム－炭酸水素塩・塩化物泉 | - Ca(･Mg)･Na･Fe(II)-HCO3･Cl泉 - 含Fe(II)-Ca(･Mg)･Na-HCO3･Cl泉   |
| 含芒硝－土類炭酸鉄泉       | - カルシウム（・マグネシウム）・ナトリウム・鉄(II)－炭酸水素塩・硫酸塩泉 - または含鉄(II)－カルシウム（・マグネシウム）・ナトリウム－炭酸水素塩・硫酸塩泉 | - Ca(･Mg)･Na･Fe(II)-HCO3･SO4泉 - 含Fe(II)-Ca(･Mg)･Na-HCO3･SO4泉 |
| 重曹炭酸鉄泉               | - ナトリウム・鉄(II)－炭酸水素塩泉 - または含鉄(II)－ナトリウム－炭酸水素塩泉                                                                             | - Na･Fe(II)-HCO3泉 - 含Fe(II)-Na-HCO3泉                         |
| 純重曹・炭酸鉄泉           | - ナトリウム・鉄(II)－炭酸水素塩泉 - または含鉄(II)－ナトリウム－炭酸水素塩泉                                                                             | - Na･Fe(II)-HCO3泉 - 含Fe(II)-Na-HCO3泉                         |
| 含食塩－重曹炭酸鉄泉       | - ナトリウム－鉄(II)－炭酸水素塩・塩化物泉 - または含鉄(II)－ナトリウム－炭酸水素塩・塩化物泉                                                             | - Na･Fe(II)-HCO3･Cl泉 - 含Fe(II)-Na-HCO3･Cl泉                   |
| 含芒硝－重曹炭酸鉄泉       | - ナトリウム・鉄(II)－炭酸水素塩・硫酸塩泉 - または含鉄(II)－ナトリウム－炭酸水素塩・硫酸塩泉                                                             | - Na･Fe(II)-HCO3･SO4泉 - 含Fe(II)-Na-HCO3･SO4泉                 |
| 含食塩・芒硝－重曹炭酸鉄泉 | - ナトリウム・鉄(II)－炭酸水素塩・塩化物・硫酸塩泉 - または含鉄(II)－ナトリウム－炭酸水素塩・塩化物・硫酸塩泉                                             | - Na･Fe(II)-HCO3･Cl･SO4泉 - 含Fe(II)-Na-HCO3･Cl･SO4泉           |
| 含土類－重曹炭酸鉄泉       | - ナトリウム・カルシウム（・マグネシウム）・鉄(II)－炭酸水素塩泉 - または含鉄(II)－ナトリウム・カルシウム（・マグネシウム）－炭酸水素塩泉                 | - Na･Ca(･Mg)･Fe(II)-HCO3泉 - 含Fe(II)-Na･Ca(･Mg)-HCO3泉         |
| 含食塩－炭酸鉄泉           | - ナトリウム・鉄(II)－塩化物・炭酸水素塩泉 - または含鉄(II)－ナトリウム－塩化物（・炭酸水素塩）泉                                                         | - Na･Fe(II)-Cl･HCO3泉 - 含Fe(II)-Na-Cl(･HCO3)泉                 |
| 含硫酸塩－炭酸鉄泉         | - ナトリウム・鉄(II)－硫酸塩・炭酸水素塩泉 - または含鉄(II)－ナトリウム－硫酸塩（・炭酸水素塩）泉                                                         | - Na･Fe(II)-SO4･HCO3泉 - 含Fe(II)-Na-SO4(･HCO3)泉               |
| 緑礬泉(りょくばんせん)     | （鉄(II)－硫酸塩泉） | (Fe(II)-SO4泉)                                                  |
| 単純緑礬泉                 | 単純鉄泉（硫酸塩型） | 単純Fe(II)泉(SO4型)                                             |
| 酸性緑礬泉                 | 酸性－鉄(II)－硫酸塩泉 | 酸性-Fe(II)-SO4泉                                               |
| 含ヒ素緑礬泉               | 鉄(II)－硫酸塩泉 | Fe(II)-SO4泉                                                    |
| 含明礬・緑礬泉             | - アルミニウム・鉄(II)－硫酸塩泉 - または含鉄 （II）－アルミニウム－硫酸塩泉                                                                              | - Al･Fe(II)-SO4泉 - 含Fe(II)-Al-SO4泉4泉                        |

## 効能
※効能はその効果を万人に保証するものではない
泉質に基づく効能として、以下が挙げられる。
- 浴用においては一般的適応症のほか、月経障害。
- 飲用においては貧血。

## 代表的な温泉地
- 伊香保温泉（群馬県）
- 有馬温泉（兵庫県）